# Boomerang (Film)
Boomerang ist eine US-amerikanische Filmkomödie von Reginald Hudlin aus dem Jahr 1992.

## Handlung
Marcus Graham ist ein erfolgreicher Werbefachmann, der als Frauenheld gilt. Als es um den Posten des leitenden Vorgesetzten in der Werbeagentur geht, schläft er mit dem alternden Werbegesicht der Marke Lady Eloise, im Glauben daran, sich dadurch die Kampagne zu sichern. Doch es kommt anders, und Jacqueline Broyer wird seine neue Vorgesetzte. Graham und Broyer haben eine Affäre, die die Frau als belanglos betrachtet. Doch Graham verliebt sich in sie und spürt zum ersten Mal, wie es seinen Liebschaften nach einer Nacht mit ihm ergeht.
Nach einem Streit mit Jacqueline entfernt sich diese von ihm und macht ihn zur Witzfigur der ganzen Firma. Seine ihm zugetane Kollegin Angela bemerkt, dass Grahams Arbeit unter Jacquelines Taktik leidet und bittet sie, dies zu unterlassen. Graham gibt unterdessen dem ehrgeizigen Regisseur des Werbespots freie Hand, und das Resultat ist schockierend. Das Management will Marcus feuern, doch Jacqueline rettet Graham vor dem Jobverlust.
Graham und seine Kollegin Angela Lewis kommen sich näher und beginnen eine Affäre. Doch der Frauenheld begeht einen Fehler und landet nochmals bei Jacqueline Broyer. Dies führt zum vorzeitigen Ende der Beziehung mit Angela Lewis. Marcus Graham merkt erst jetzt, welche Gefühle er für Angela empfindet. Am Ende kommen Marcus und Angela sich wieder näher.

## Kritiken
Joe Brown schrieb in der Washington Post, dass die Darstellung von Eddie Murphy „ansprechend“ („appealing“) sei. Er sei „unermüdlich“ witzig und man könne ihn mögen. Brown erwähnte die hohe Anzahl der Cameo-Rollen bekannter Darsteller.
Das Lexikon des internationalen Films schrieb, der Film sei ein „langweiliges Traumwelten-Kino ohne großen Realitätsbezug, dafür aber mit einer gehörigen Portion Obszönitäten“. Die „sattsam vertraute Geschichte“ offenbare „allenfalls das mangelnde komödiantische Talent ihres Hauptdarstellers“.

## Auszeichnungen
Der Song End of the Road, Eddie Murphy und Halle Berry (in zwei Kategorien) erhielten im Jahr 1993 Nominierungen für den MTV Movie Award. Der Song End of the Road gewann 1993 den BMI Film & TV Award.

## Hintergrund
Die Dreharbeiten fanden in New York  und in Washington statt. Die Produktionskosten betrugen schätzungsweise 42 Millionen US-Dollar. Der Film spielte in den Kinos der USA 70,1 Millionen US-Dollar ein; das weltweite Einspielergebnis betrug 131,1 Millionen US-Dollar.